# Поліцейські з Кейпертауна
Поліцейські з Кейпертауна (англ. Capertown Cops) — мультсеріал, у якому розповідається про буденне життя шефа поліції Бублика та його команди.

## Сюжет
Вічно злий шеф Бублик, та його команда, розумний коротун на ім'я Торохтій, тупий товстун на ім'я Бовдур, та красуня на ім'я Коко борються зі злими намірами мера міста Кейпертаун Відбоя, який маскується під лиходія Містера Ікс.

## Герої
- Бублик — злий шеф поліції.
- Торохтій — розумний коротун.
- Бовдур — тупий товстун.
- Коко — красуня, яка дуже піклується про свою зовнішність.
- Відбій — лиходій і мер міста, який маскується під ім'ям Містер Ікс.
- Двоє лиходіїв — люди Містера Ікс.